# Автоматический пистолет Стечкина
9-мм автоматический пистолет Стечкина (АПС, Индекс ГРАУ — 56-А-126) — автоматический пистолет, разработанный в конце 1940-х — начале 1950-х годов конструктором И. Я. Стечкиным и принятый на вооружение Вооружённых Сил СССР в 1951 году, одновременно с пистолетом Макарова. 
АПС был предназначен для вооружения офицеров, принимающих непосредственное участие в боевых действиях, а также для солдат и сержантов некоторых специальных подразделений, которым требовалось индивидуальное оружие большей дальности стрельбы и огневой мощи, чем пистолет, но которое было более удобно носить с собой, чем автомат или карабин.

## История
Разработка пистолета велась с 1948 года поступившим в том же году на работу в ЦКБ-14 молодым инженером Игорем Яковлевичем Стечкиным, а первый опытный экземпляр был представлен в 1949 году. После утверждения проекта, заводских испытаний, ряда доработок и войсковых испытаний пистолет приняли на вооружение. Оружие могло вести огонь как одиночными выстрелами, так и очередями.
Пистолет АПС предназначался для вооружения офицеров, сержантов, солдат отдельных специальностей и экипажей боевых машин, которым не полагался по штату автомат или карабин. При этом справедливо считалось, что пистолета ПМ не будет достаточно для самообороны в случае боестолкновения с противником.
В 1958 году АПС был снят с производства, а в 1960-е годы основная часть армейских пистолетов оказалась на складах (хотя на вооружении отдельных категорий военнослужащих, в частности у гранатомётчиков (РПГ-7) и у пулемётчиков (ПК), он находился до начала 1980-х годов).
В то же время АПС, обладающий лучшей точностью стрельбы, меньшей отдачей, меньшим подбросом ствола при стрельбе и несколько большей огневой мощью, чем ПМ, продолжал использоваться КГБ СССР и военнослужащими некоторых специальностей СпН ГРУ. В период с 1972 года по 1973 год около 2 000 единиц АПС были доработаны и переоборудованы в изделие 6П13 или АПБ, предназначенный для бесшумной стрельбы. АПБ нашел широкое применение среди советских, а затем и российских формирований специального назначения (СпН). У АПБ вместо стандартного приклада-кобуры был прутковый приклад, к которому можно было прикрепить для переноски и хранения съёмный глушитель.
В связи с ростом уровня вооруженной преступности в СССР во второй половине 1980-х годов советской милиции потребовалось более мощное оружие, чем состоявший на её вооружении пистолет Макарова. Так как «полицейских» малогабаритных пистолетов-пулемётов в СССР не выпускалось, в качестве временного решения проблемы оказался вполне приемлем пистолет Стечкина. Впоследствии наряду с ним были приняты на вооружение пистолеты-пулемёты под тот же патрон 9×18, тем не менее проверенный «Стечкин» и в наше время сохраняет определённую популярность.
После распада СССР пистолет применялся в ходе различных локальных конфликтов.
- так, в ходе боевых действий в Чечне пистолетами АПС в качестве личного оружия самообороны вооружали пилотов и снайперов;[источник не указан 3337 дней].
- в настоящий момент состоит на вооружении в качестве личного оружия пилотов российской авиагруппировки в Сирии[2].

## Описание и характеристики

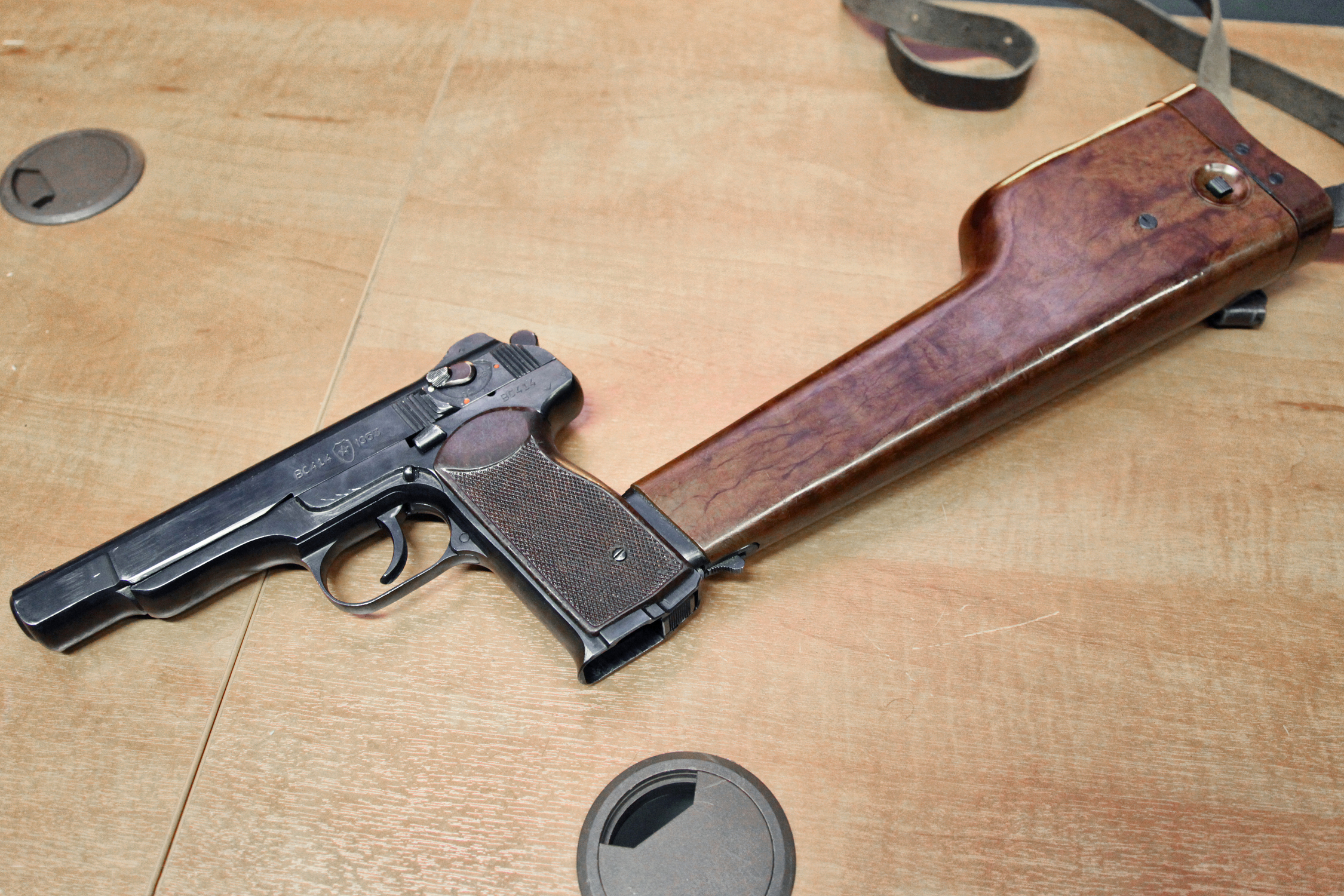
АПС без магазина примкнутый к кобуре-прикладу

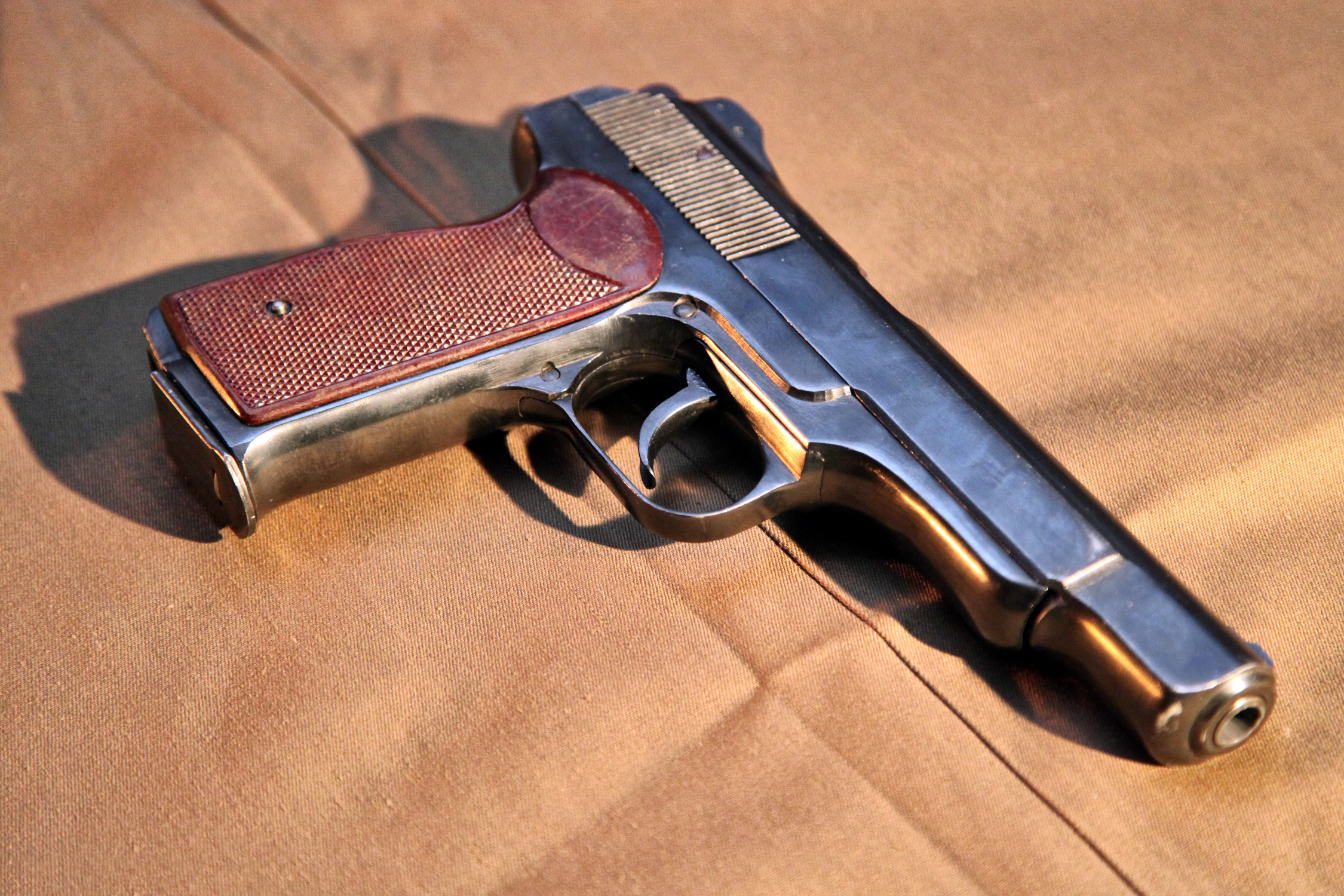

Пистолет состоит из следующих основных частей:
- рамка со стволом и основанием рукоятки;
- спусковая скоба;
- затвор с ударником, выбрасывателем и переводчиком-предохранителем;
- ударно-спусковой механизм;
- механизм замедления темпа стрельбы;
- возвратная пружина;
- затворная задержка;
- щёчки рукоятки с винтом;
- магазин.

Пистолет штатно комплектуется кобурой-прикладом, деревянной у пистолетов ранних выпусков и прессованной из пластмассы у более поздних.
Эффективная дальность стрельбы составляет:
- при стрельбе одиночными выстрелами с примкнутой кобурой-прикладом — 150 м;
- при стрельбе очередями с примкнутой кобурой-прикладом — 100 м;
- при стрельбе одиночными выстрелами без кобуры-приклада — 50 м.

Дальность прямого выстрела по грудной цели — 150 м.
Проверка боя пистолета производится стрельбой на 50 м при установке прицела на деление 100 по чёрному кругу диаметром 25 см, укреплённому на щите высотой 1 м и шириной 0,5 м. Кучность боя признается нормальной, если все четыре пробоины вмещаются в круг диаметром 20 см. Также для признания завершенности проверки боя необходимо, чтобы отклонение средней точки попадания от контрольной точки в любом направлении было бы не более 7 см.
Рассеивание пуль при стрельбе одиночными с применением кобуры-приклада из приведённого к нормальному бою пистолета:
| Дальность стрельбы, м | Срединные полосы по высоте, см | Срединные полосы по ширине, см |
| 25                    | 9                              | 6                              |
| 50                    | 15                             | 12                             |
| 100                   | 27                             | 27                             |
| 200                   | 66                             | 63                             |

Среднее количество патронов, необходимых для поражения одиночных открытых целей одной пулей:
| Дальность стрельбы, м | Головная | Грудная | Бегущая |
| 25                    | 1        | 1       | 1       |
| 50                    | 1        | 1       | 1       |
| 100                   | 2        | 2       | 2       |
| 200                   | 8        | 5       | 3       |

## Достоинства
По сравнению с пистолетом Макарова АПС обеспечивал существенно большую огневую мощь и боевую эффективность за счёт большей ёмкости магазина и более длинного ствола. Кроме того, для повышения точности стрельбы к пистолету придавалась кобура-приклад, примыкаемая к рукоятке. При необходимости из АПС также можно было вести огонь не только одиночными выстрелами, но и очередями. При этом, благодаря наличию замедлителя темпа стрельбы, пистолет оставался вполне управляемым. Звук выстрела был тише, чем у ПМ (благодаря более длинному стволу и оптимальной внутренней баллистике).
Оружие обладает высокой надежностью работы, проверенной в тяжелых условиях эксплуатации, а впоследствии и в боевых действиях. Пистолет имеет высокую точность стрельбы, несмотря на использование патрона с невысокими баллистическими качествами и малый угол наклона рукоятки. Одним из главных преимуществ является малая отдача и совсем небольшой подброс оружия при выстреле. Это качество, в сочетании с высокой (для подобного оружия) точностью, позволяет вести скоростную стрельбу одиночными выстрелами с большой кучностью попаданий. Такое преимущество особенно важно для ближнего боя. При этом также контролируется расход патронов. Благодаря простоте конструкции АПС лёгок в обслуживании. Это оружие имеет значительный запас прочности. Настрел некоторых пистолетов составляет около 40000 выстрелов без трещин на затворе-кожухе и других серьёзных поломок.

## Недостатки. Снятие с производства
Невзирая на указанные достоинства, АПС, особенно в сочетании со штатной кобурой-прикладом, был слишком громоздок и тяжёл для постоянного ношения штабным офицером, а для офицера, принимающего непосредственное участие в боевых действиях, он был недостаточно мощным оружием.
Недостатки также связаны с выбранным патроном: баллистические характеристики патрона 9×18 мм не могут дать большой начальной скорости пули и, соответственно, хорошей настильности траектории. Впрочем, небольшая, около 100 метров, эффективная дальность стрельбы — это общий недостаток любого оружия под патрон такого типа (9*18 ПМ, 9*17, 9×19 Парабеллум или .38 АСР, 9мм Ультра).
Кроме этого, пробивное действие боеприпаса 9×18 мм неудовлетворительное, а против целей в бронежилетах оружие под данный патрон неэффективно.
И поэтому в середине 1970-х годов в СССР был начат конкурс «Модерн», задачей которого были разработка и принятие на вооружение малогабаритного автомата под штатный патрон 5,45×39 мм, предназначенный для замены АПС в Советской Армии. Победителем в нём был объявлен автомат АКС-74У.
Дальнейшее развитие пистолета АПС было реализовано в 1990-х годах, в поздних моделях конструкции Стечкина — ОЦ-23, ОЦ-27 и ОЦ-33.

## Сборка/разборка пистолета
Неполная разборка пистолета производится для чистки, смазки и осмотра пистолета в следующем порядке:
1. извлечение магазина из рукоятки пистолета;
2. отделение затвора от рамки пистолета;
3. снятие возвратной пружины со ствола.

Сборка после неполной разборки производится в обратном порядке.
Полная разборка производится для замены неисправных частей, в случаях, если пистолет попал в воду, под дождь, в грязь, снег, при переводе на новую смазку, а также после продолжительной стрельбы в следующем порядке;
1. неполная разборка пистолета;
2. возврат спусковой скобы на место;
3. снятие курка с боевого взвода;
4. отделение щёчек от основания рукоятки;
5. отделение передающего рычага;
6. отделение разобщителя и шептала с затворной задержкой от рамки;
7. извлечение замедлителя;
8. отделение боевой пружины с толкателем и защёлкой магазина от рамки;
9. отделение курка от рамки;
10. отделение спусковой скобы от рамки;
11. отделение спускового крючка с пружиной и спусковой тягой от рамки;
12. разборка затвора;
13. разборка магазина.

Сборка после полной разборки производится в следующем порядке:
1. присоединение спускового крючка с пружиной и спусковой тягой к рамке;
2. присоединение спусковой скобы к рамке;
3. присоединение курка к рамке;
4. присоединение боевой пружины с толкателем и защёлкой магазина к рамке;
5. присоединение замедлителя;
6. присоединение разобщителя и шептала с затворной задержкой к рамке;
7. присоединение передающего рычага;
8. присоединение щёчек к основанию рукоятки;
9. сборка магазина;
10. сборка затвора;
11. сборка после неполной разборки.

## Варианты и модификации
- пистолет АПБ (АО-44, изделие 6П13) — «бесшумная» модель с глушителем, разработанная в начале 1970-х годов конструктором А. С. Неугодовым и принятая на вооружение в 1972 году.
- спортивный пистолет С-АПС —  модифицикация, выполненная Ижевским машиностроительным заводом для гражданского рынка (убрана возможность стрельбы очередями), в соответствии с оружейным законодательством РФ сертифицирована, как спортивное оружие.

### Травматические и пневматические копии и реплики АПС
- ВПО-504 «АПС-М» — травматический пистолет под патрон 10×22 мм Т (выпускался Вятско-Полянским заводом «Молот» путём переделки из боевых пистолетов АПС).
- МР-355 — травматический пистолет под патрон 9 мм P.A.
- Umarex APS — 4,5-мм пневматический пистолет
- Gletcher APS — 4,5-мм пневматический пистолет идентичного веса с подвижным затвором.
- Gletcher APS-A — 6-мм пневматический пистолет идентичного веса с подвижным затвором для использования в airsoft-играх.
- МА-АПС — карабины в калибре 9х18мм[3]
- VFC APS - 6-мм пневматический пистолет идентичного веса с подвижным затвором для использования в airsoft-играх. Начала выпуска ожидается в конце 2024 года.

## Страны-эксплуатанты

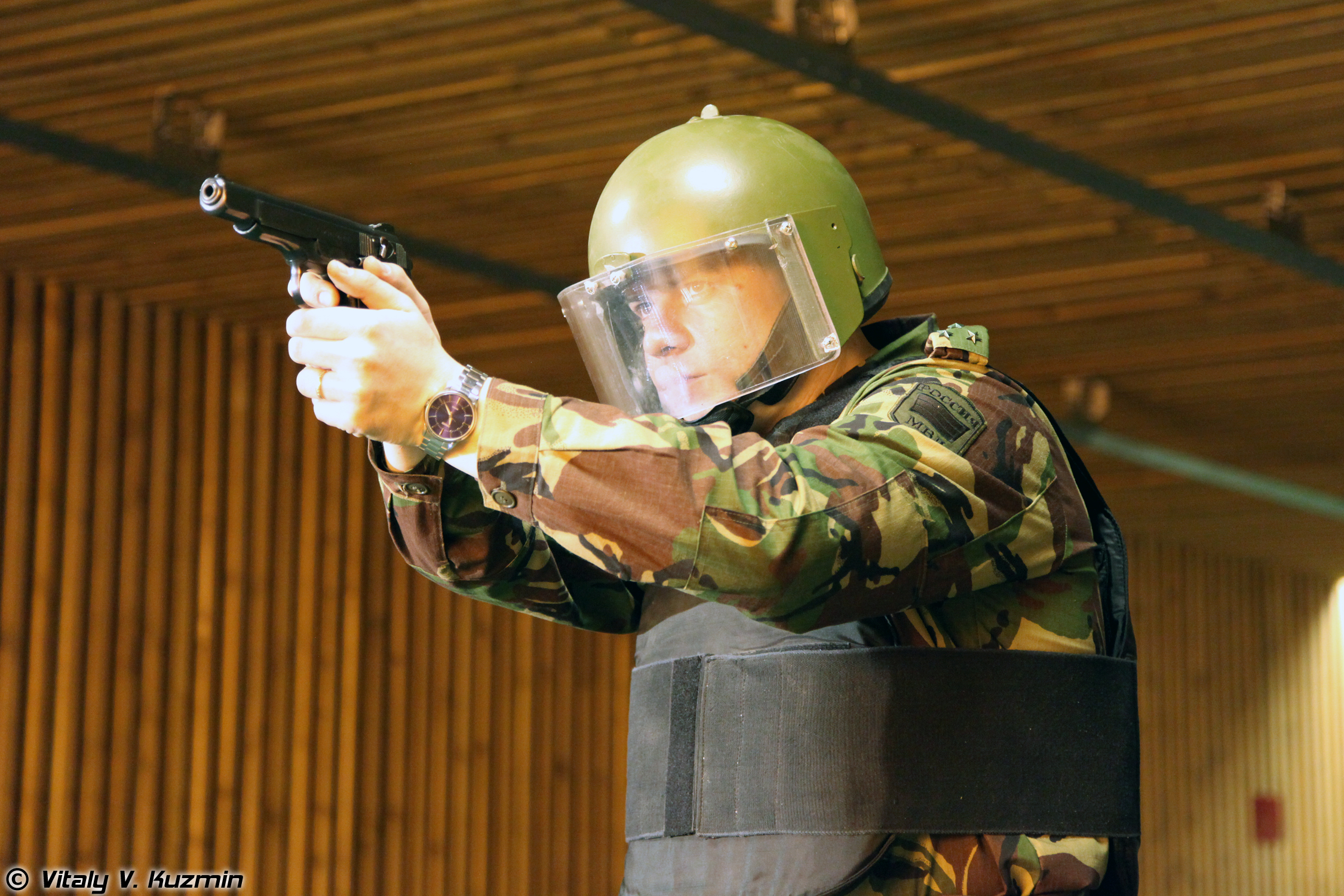
Боец Московского ОМОН с пистолетом Стечкина

- СССР: 3 декабря 1951 года АПС был принят на вооружение экипажей боевых машин, первых номеров расчетов тяжёлого оружия (артиллерийских орудий, станковых противотанковых гранатомётов и станковых пулемётов), а также в качестве оружия индивидуальной самообороны офицеров звена «взвод-рота», непосредственно участвующих в боевых действиях; после того, как на вооружение был принят укороченный автомат АКС-74У, с 1981 года в подразделениях началась активная замена пистолетов АПС на автоматы АКС-74У, и к началу 1990-х годов в вооруженных силах СССР «Стечкин» остался только в подразделениях войсковой разведки[4] Также находился на вооружении спецподразделений КГБ СССР и МВД СССР.
- Армения: находится на вооружении МВД и сотрудников СНБ.
- Беларусь: на вооружении ОМОН[5], СОБР[6], спецназа ССО и таможенных органов[7].
- Болгария: по данным американского оружиеведа Ника Стэдмена, некоторое количество пистолетов АПС было поставлено из СССР в Народную Республику Болгарию, и после 1990 года они сохранились на вооружении Болгарии[8].
- Германия: после объединения Германии некоторое количество пистолетов АПС было закуплено немецкой компанией «Transarms» для немецкой полиции[9].
- Казахстан: на вооружении сотрудников государственной фельдъегерской службы Республики Казахстан[10].
- Китай: Народная вооружённая милиция Китая
- Куба: используется спецподразделением «Чёрные осы[исп.]» (исп. Avispas Negras)[11].
- Россия: принят на вооружение ФСБ, ФСО и ФСВНГ РФ (используется спецподразделениями ОМОН и СОБР), ФСИН[12], инкассаторов[13] и прокуратуры РФ в качестве оружия для личной защиты прокуроров и следователей[14]. Используется в качестве оружия самообороны лётчиков фронтовой авиации[15].
- Украина: состоит на вооружении спецподразделений МВД Украины «Сокол»[16][17], «Грифон»[18], Национальной гвардии[19] и иных подразделений специального назначения. Также их разрешено выдавать в качестве личного оружия сотрудникам государственной фискальной службы Украины[20]. Является наградным оружием[21].
- Эстония — после провозглашения независимости в 1991 году советские АПС остались в распоряжении МВД Эстонии, но в 1992-1994 гг. они были сняты с вооружения и проданы через частную фирму-посредника[22].